# Vlastimil Ružička

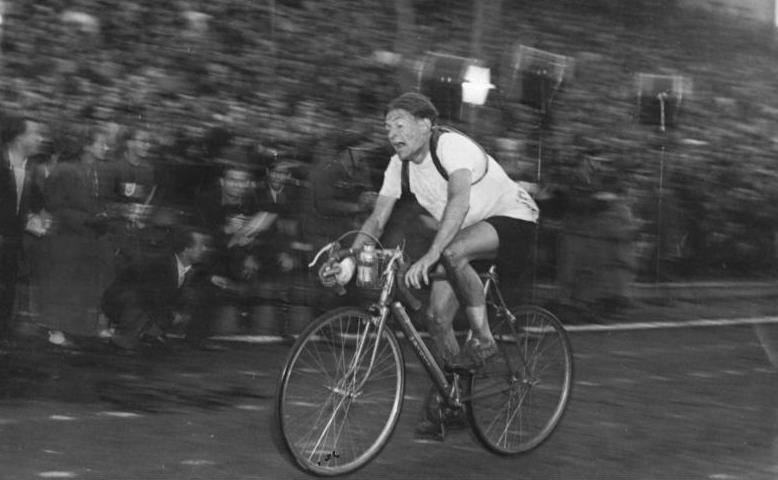
Ružička (1951)

Vlastimil Ružička (* 27. Februar 1925 in Louny; † 29. März 1985 in Bratislava) war ein slowakischer Radrennfahrer, der in den 1940er und 1950er Jahren in der Tschechoslowakei aktiv war.
1947 beteiligten sich vier tschechoslowakische Radsportler an der Amateur-Radweltmeisterschaft der Straßenfahrer, unter ihnen auch der 22-jährige Vlastimil Ružička. Wegen der am Renntag herrschenden große Hitze schieden jedoch alle vier tschechoslowakische Fahrer vorzeitig aus.
1950 gehörte Ružička zur tschechoslowakischen Nationalmannschaft, die sich an der Drei-Länder-Etappenfahrt Internationale Friedensfahrt beteiligte. Der Neuling im Team gewann vier Etappen und belegte in der Schlusswertung als bester Tschechoslowake Platz drei. Neben der 1950er Friedensfahrt stand Ružička auch in den Jahren 1951, 1953, 1954 und 1957 in der tschechoslowakischen Friedensfahrt-Mannschaft. 1956 durfte er nicht starten, da er sich mit dem Nationaltrainer überworfen hatte und nicht nominiert wurde. Sein bestes Endresultat erreichte er 1954 mit Platz zwei, insgesamt gewann er zwölf Etappen. 1950, 1951 und 1954 gewann er mit dem tschechoslowakischen Team die Mannschaftswertung. Bei seinem letzten Friedensfahrt-Start 1957 konnte er auf der 6. Etappe ein letztes Mal als Erster über den Zielstrich fahren.
Bei den tschechoslowakischen Querfeldeinmeisterschaften gewann Ružička 1952 den Titel, wurde 1953 Zweiter und 1954 Dritter. Einen weiteren Sieg errang er 1953 bei dem tschechoslowakischen Etappenrennen Bratislava – Prag. Die Slowakei-Rundfahrt beendete er 1954 als Vierter, 1955 als Dritter der Gesamtwertung und konnte 1956 einen Etappensieg erringen.
1959 beendete er seine aktive Laufbahn im Alter von 34 Jahren.